# Bud Poile
Norman Robert "Bud" Poile, född 10 februari 1924 i Fort William, Ontario, död 4 januari 2005 i Vancouver, var en kanadensisk professionell ishockeyspelare, ishockeytränare, sportdirektör och ligarepresentant. Poile spelade för Toronto Maple Leafs, Chicago Black Hawks, Detroit Red Wings, New York Rangers och Boston Bruins i NHL åren 1942–1950.
Han är far till David Poile som har arbetat inom NHL sedan 1970-talet och är för närvarande general manager för Nashville Predators, en position han har haft sedan 1997.

## Karriär
Bud Poile skrev på för Toronto Maple Leafs i november 1942. I slutspelet 1943 vann han Maple Leafs interna poängliga med sex poäng på sex matcher och spelade i en kedja med Gus Bodnar och Gaye Stewart. 1947 vann Poile Stanley Cup med Maple Leafs efter det att laget besegrat Montreal Canadiens i finalserien med 4-2 i matcher. Följande säsong blev han bortbytt till Chicago Black Hawks och kom därefter att spela för alla resterande "Original Six"-lag utom Montreal Canadiens.
Efter spelarkarriären arbetade Poile som tränare för bland annat Edmonton Flyers och San Francisco Seals i Western Hockey League. Från 1967 till 1970 var Poile sportdirektör för Philadelphia Flyers och åren 1970–1973 höll han samma position för Vancouver Canucks.
1990 valdes Poile in i Hockey Hall of Fame.

## Statistik
USHL = United States Hockey League, MMHL = Maritime Major Hockey League
| 1942–43    | Toronto Maple Leafs | NHL        | 48  | 16  | 19  | 35  | 24 | 6  | 2 | 4  | 6  | 4  |
| 1943–44    | Toronto Maple Leafs | NHL        | 11  | 6   | 8   | 14  | 9  | —  | — | —  | —  | —  |
| 1945–46    | Toronto Maple Leafs | NHL        | 9   | 1   | 8   | 9   | 0  | —  | — | —  | —  | —  |
| 1946–47    | Toronto Maple Leafs | NHL        | 59  | 19  | 17  | 36  | 19 | 7  | 2 | 0  | 2  | 2  |
| 1947–48    | Toronto Maple Leafs | NHL        | 4   | 2   | 0   | 2   | 3  | —  | — | —  | —  | —  |
|            | Chicago Black Hawks | NHL        | 54  | 23  | 29  | 52  | 14 | —  | — | —  | —  | —  |
| 1948–49    | Chicago Black Hawks | NHL        | 4   | 0   | 0   | 0   | 2  | —  | — | —  | —  | —  |
|            | Detroit Red Wings   | NHL        | 56  | 21  | 21  | 42  | 6  | 10 | 0 | 1  | 1  | 2  |
| 1949–50    | New York Rangers    | NHL        | 28  | 3   | 6   | 9   | 8  | 12 | 2 | 5  | 7  | 10 |
|            | Boston Bruins       | NHL        | 38  | 16  | 14  | 30  | 6  | —  | — | —  | —  | —  |
| 1950–51    | Tulsa Oilers        | USHL       | 60  | 15  | 38  | 53  | 48 | 9  | 5 | 6  | 11 | 4  |
| 1951–52    | Glace-Bay Miners    | MMHL       | 84  | 33  | 60  | 93  | 69 | —  | — | —  | —  | —  |
| 1952–53    | Edmonton Flyers     | WHL        | 70  | 20  | 29  | 49  | 62 | 15 | 0 | 7  | 7  | 12 |
| 1953–54    | Edmonton Flyers     | WHL        | 49  | 12  | 39  | 51  | 34 | 13 | 3 | 9  | 12 | 0  |
| 1954–55    | Edmonton Flyers     | WHL        | 3   | 1   | 2   | 3   | 0  | —  | — | —  | —  | —  |
| NHL totalt | NHL totalt          | NHL totalt | 311 | 107 | 122 | 229 | 91 | 35 | 6 | 10 | 16 | 18 |